# Museo della Resistenza (Falconara Marittima)
Il Museo della Resistenza di Falconara Marittima (AN), inaugurato il 19 luglio 2002, nel 58º anniversario della conclusione della battaglia di Ancona e della liberazione di Falconara, è situato nei sotterranei di Palazzo Bianchi.
È il primo museo in Italia che possiede ed espone pressoché integralmente in apposite teche l'arsenale e gli equipaggiamenti di una banda partigiana dell'Appennino marchigiano.
Il museo, oltre a documentare il ritrovamento dell'arsenale, è arricchito da oggetti e immagini fotografiche della Liberazione. Un'accurata sezione didattica ricostruisce con documenti d'epoca il percorso della "guerra di resistenza" e dei suoi momenti salienti.